# Dolmens de la Serra de Santa Eulàlia
Les dolmens de la Serra de Santa Eulàlia sont deux dolmens situés à Fuilla, dans le département français des Pyrénées-Orientales.

## Dolmen n° 1
Le dolmen a été découvert, fouillé et restauré en 1966 par Jean Abélanet. L'édifice est ruiné : il ne comporte plus que deux orthostates de respectivement 1,13 m de long sur 0,95 m de haut et 0,80 m de long sur 0,70 m de large. Deux autres dalles, découvertes  sur le tumulus, pourraient correspondre à la dalle de chevet (0,70 m de long sur 0,45 m de large) et à la dalle de couverture (0,95 m de long sur 0,85 m de large). Le tumulus est de forme ovalaire (8,50 m sur 6,50 m). Toutes les dalles sont en granite d'origine locale. La fouille du dolmen n'a livré qu'un petit tesson de céramique attribuable au Bronze final ou à l'Âge du fer et des tessons de céramique d'époque historique.

## Dolmen n° 2
Le dolmen est situé à environ 300 m au nord du dolmen n°1. Il correspond à un petit coffre mégalithique dont il ne subsiste qu'une grande dalle côté gauche (1,20 m de long sur 0,65 m de haut et 0,14 m d'épaisseur), une petite dalle de chevet (0,54 m de long sur 0,48 m de haut et 0,10 m d'épaisseur) et une petite dalle (0,51 m de long sur 0,65 m de haut et 0,14 m d'épaisseur) côté droit. Une grande dalle (1,20 m de long sur 1,10 m de large) couchée sur le tumulus au nord-est de la chambre pourrait correspondre à la dalle de couverture. Le tumulus, de forme circulaire, inclut deux rochers naturels émergeant du sol dans son quart sud-ouest, il a été endommagé lors des travaux de construction de la piste voisine. La fouille n'a livré que deux petits tessons de poterie préhistorique sans caractère précis et deux objets en quartz (1 éclat et 1 bloc percuté).